# Krasjatyči
Krasjatyči (ukrajinsky Красятичі, rusky Красятичи – Krasjatiči, polsky Kresiatycze) je městys (ukrajinsky selyšče) v Kyjevské oblasti na Ukrajině. K roku 2019 mělo přes šest set obyvatel. Je součástí Vyšhorodského rajónu.

## Poloha
Krasjatyči leží na řece Veresňa, pravém přítoku Uže v povodí Pripjati. Od Kyjeva je vzdálen přibližně sto kilometrů severozápadně.

## Dějiny
Krasjatyči byly založeny v roce 1560. Do roku 1900 se jmenovaly Červone misto (Червоне місто). Od roku 2006 mají status městysu.